# 肉眼

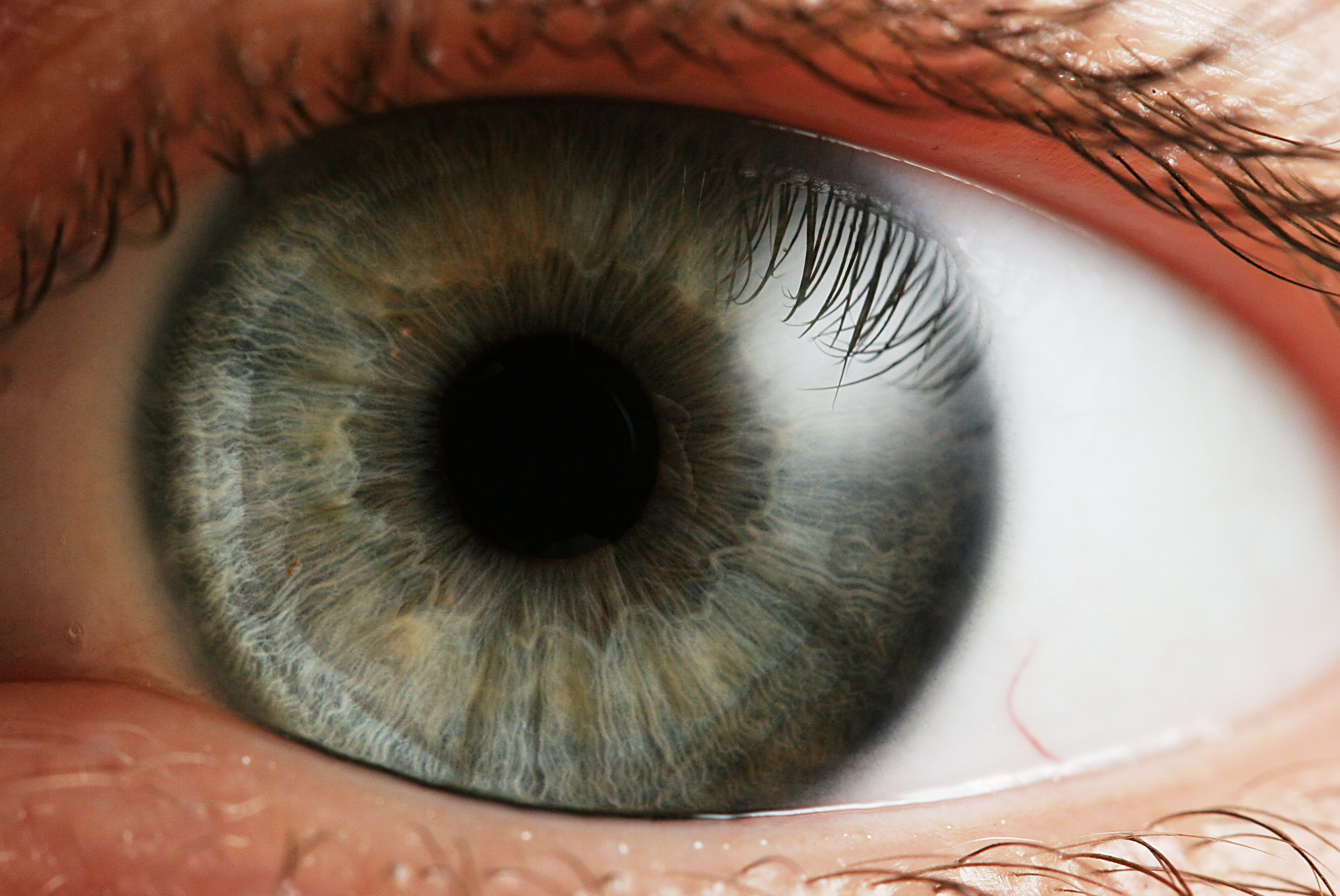
肉眼

在量測或觀察上，肉眼是指在沒有配合光學儀器（如望遠鏡或顯微鏡）的情形下進行的視覺觀察或檢測。在天文學上，肉眼可以觀察一些較顯著的，不需配合天文儀器的現象，例如彗星經過或是流星雨。

## 基本的精準度
肉眼的精準度如下：
- 快速自动对焦，焦距從10公分（年輕人）或50公分（大部份50歲以上的老人）到無限大[來源請求]。
- 角分辨率：約4 角分，或約0.07°[1]，約對應１公里距離外的，1.2 公尺對應的角度。
- 視野（FOV）：同步的視野可以到160° × 175°的大小[2]。
- 在全黑的天空下，可以看到視星等+8的暗星[3]。
- 可以無意識的識別其他物體運動（這是警示系統及反射的結果）[來源請求]

視覺的認知可以讓人對身邊的環境有更多的資訊：
- 周圍的人及物，以及其距離
- 平面物體的垂直及其斜率
- 亮度及顏色，以及其變化時的時間及方向

## 天文學中的肉眼觀察
肉眼觀察星體的能見度明顯的會受到光害的影響。即使是在都市數百公里外，上空的夜空看似漆黑，但仍然有殘餘的光害會使能見度下降。對大部份的人而言，這可能是他們可以找到最好的觀測地點。在這種「典型」的夜空條件下，肉眼可以看到視星等到+6m的星體。若是完美沒有空害的夜空，即使視星等到+8m m的暗星還是可以看到。

在帕瑞納山除了用大型望遠鏡觀測外，當地也適合用肉眼觀察星空，版權歐洲南天天文台

肉眼的角分辨率自4角分到1角分不等，不過有人的眼睛可以分辨到更小的星體，例如在望遠鏡發明前就有人觀測到伽利略衛星（木星的卫星中最大的四個）即可證明。天王星及灶神星也可能可以看到，但是因為其亮度很低，即使亮度最高時，仍然很難識別其運行。當1871年首次發現天王星時，就是配合望遠鏡，而不只是用肉眼觀測。
若在典型的夜空下，若已適應黑暗的肉眼可以看到星等較+6m亮的星，約5,600顆，若是完全黑暗的夜空，可以看到45,000顆星等較+8m亮的星星。實際上，大氣的消光及灰塵會讓看到的星星數量變少。在城市中央，肉眼只能看到比+4m亮的星，數量只有200至500顆。此時可看到顏色，不過因為此時是用感光細胞（而不是錐狀細胞）來觀測較暗的星星，不一定可以看出其顏色。

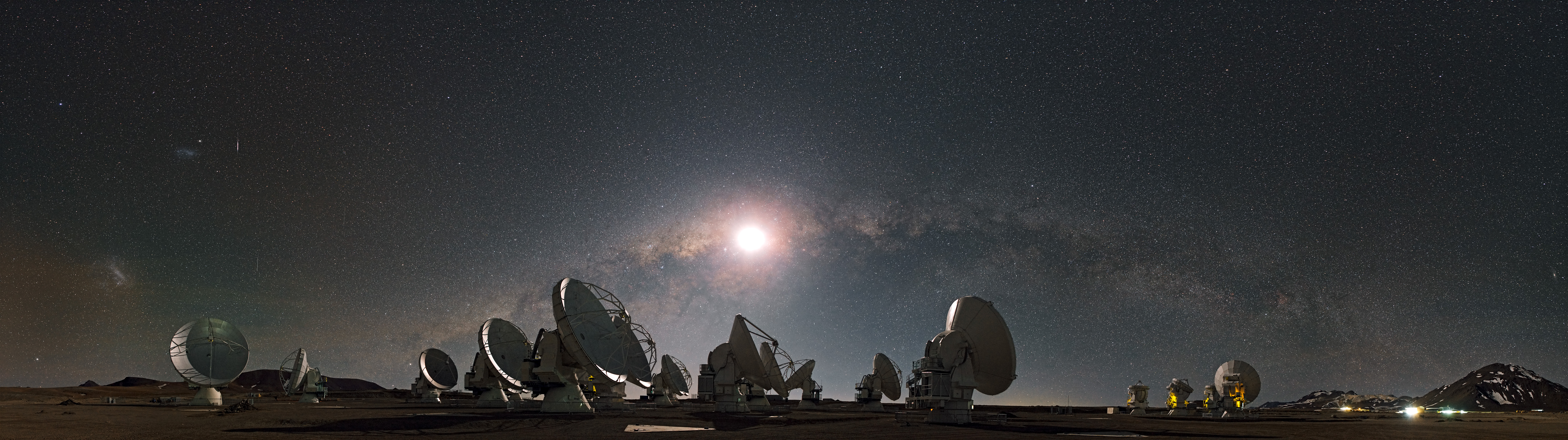
在查南托高原看到的月亮及銀河

當星团及銀河系之類的漫射星體，其可見度更容易受到光害的影響。在一般的夜空條件下，只能看到少部份的星團，例如昴宿星團、英仙座h和χ、仙女座星系、船底座星雲、猎户座大星云、半人马座ω、杜鵑座47、天蠍座尾部的托勒密星團，以及武仙座的M13。三角座星系（M33）是即使用側向視覺都很不容易觀測的星體，只有在天空緯度高於50度時才看的到。猎犬座的球狀星團M3及武仙座的球狀星團92也要在類似條件下才能用肉眼看到。不過若在完全黑暗的夜空，不用側視還是很容易可以看到M33球狀星團，此情形也可以看到許多其他的星體肉眼可以看到最遠的星體是距離較近、較明亮的星系，像半人馬座A、波德星系、玉夫座星系及南風車星系。
古典行星是在地球上用肉眼可以識別的行星：有水星、金星、火星、木星及土星。在一般的夜空條件下，可利用側向視覺的方式看到天王星（視星等+5.8）。有時也會將太陽及月亮加入古典行星中。在白天只能可以清楚的看到太陽及月亮，有時可以在白天看到金星，偶爾也會看到木星。若明確知道一些亮星（如天狼星或老人星）的位置，在靠近日出或日落時也可以觀測的到。在歷史上，肉眼觀測天文的頂點是第谷·布拉赫（1546–1601）的工作，他製作了一個昂貴的天文台，在不用放大裝置的情形下可以進行精密的量測。1610年時伽利略·伽利萊將望遠鏡對準天空，立刻就發現了伽利略衛星、金星的相位及其他天文資訊。
觀看流星雨時，肉眼會比雙筒望遠鏡要合適，例如英仙座流星雨（八月10至12日）及12月的双子座流星雨，有時一晚會有一百顆流星。国际空间站及銀河是其他較常見可用肉眼觀測的天體。

## 環境污染

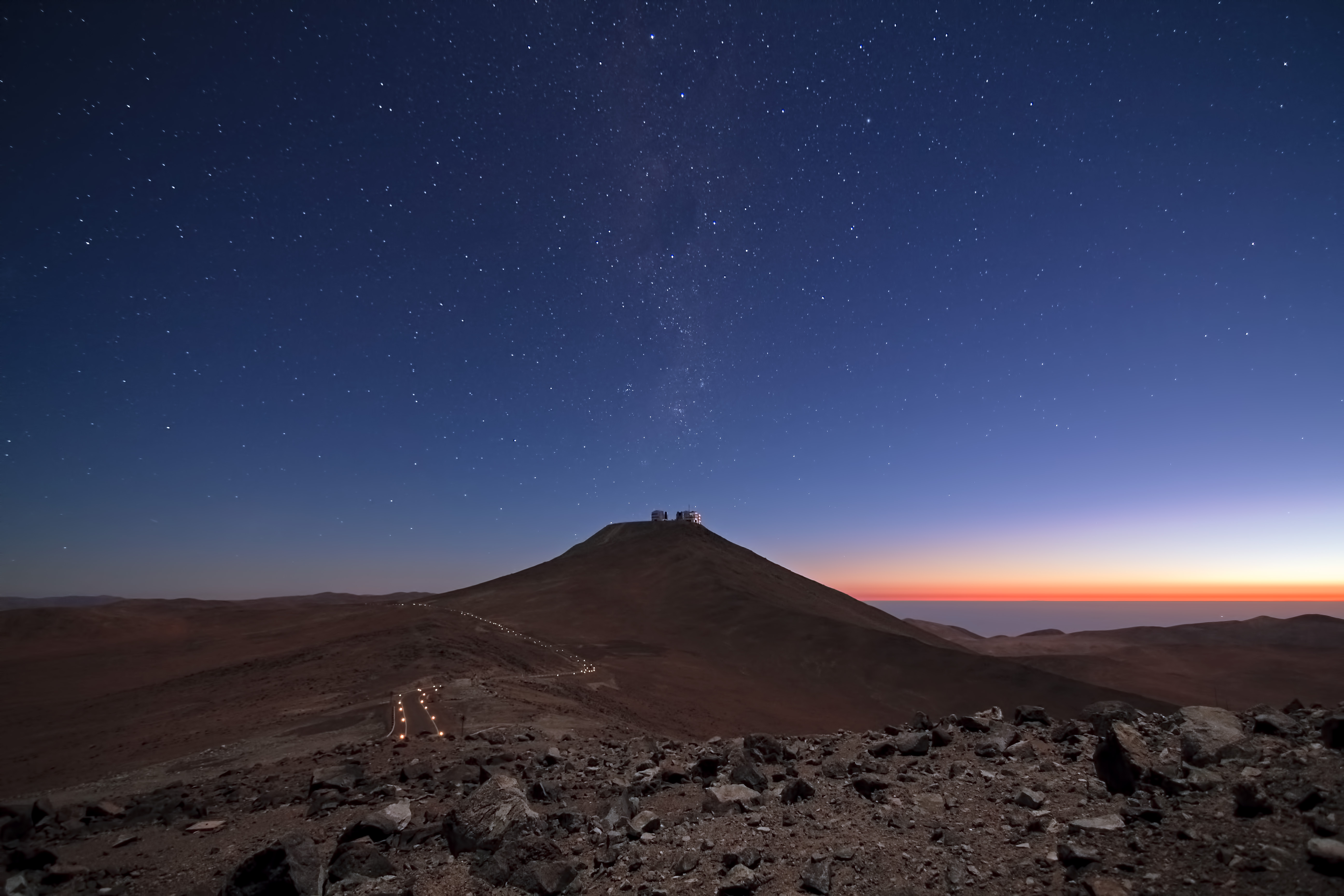
用甚大望远镜可以看到銀河，這是帕瑞纳天文台上方天空適合天文觀測的證據

大氣的乾淨程度可以由是否可以看到銀河來識別。比較天頂和地平線，其藍色的程度和空氣污染和其中灰塵的數量有關。星星的閃爍是空氣中紊流的結果。這些對气象学及視寧度（天文目標受大氣湍流的影響而變得模糊和閃爍程度的物理量）都非常重要。
光害是業餘天文觀測者常見的問題，不過到了深夜，許多燈光熄滅，情形就會好轉。空氣中灰塵會反射城市的光，即使在遠處仍會受到影響。

## 文獻
- Davidson, N.: Sky Phenomena: A Guide to Naked Eye Observation of the Heavens. FlorisBooks (208p), ISBN 0-86315-168-X, Edinburgh 1993.
- Gerstbach G.: Auge und Sehen — der lange Weg zu digitalem Erkennen. Astro Journal Sternenbote, 20p., Vol.2000/8, Vienna 2000.
- Kahmen H. (Ed.): Geodesy for Geotechnical and Structural Engineering. Proceedings, Eisenstadt 1999.

## 外部連結
- Naked Eye Observing （页面存档备份，存于） in Astronomy
- Naked-Eye Stargazing: （页面存档备份，存于） Learning the Sky and its constellations
- Naked Eye Navigation, Polynesia Voyages
- Detection of weak optical signals by the human visual system: Perspectives in Neuroscience and in Quantum Physics[永久]
- The Naked-eye Planets in the Night Sky (and how to identify them) （页面存档备份，存于）